# IC 2395
Amas ouvert
IC 2395 est un amas ouvert dans la constellation des Voiles.
- Ascension droite : 08h 41m 36s
- Déclinaison : -48° 01′
- Taille : 10'
- Magnitude : 4,6

Assez serré, il est situé à ∼ 2 300 a.l. (∼ 705 pc) de la Terre et compte 16 étoiles proches les unes des autres. Son membre le plus brillant, HX Velorum, est une binaire à éclipses de type Beta Lyrae et de magnitude 5,5, et son étoile sur la séquence principale la plus précoce est de type spectral B5, ce qui permet de déduire un âge de 16 millions d'années pour l'amas.